# 1944 en football
Cet article présente les faits marquants de l'année 1944 en football.

## Chronologie
- 7 mai : l'Équipe fédérale Nancy-Lorraine remporte la Coupe de France face à l’Équipe fédérale Reims-Champagne, 4-0.
- Les clubs professionnels français s'associent pour former une Ligue de football professionnel.
- Le Championnat de Belgique de football 1944-1945 qui a débuté en retard est suspendu puis finalement annulé, en raison de l'évolution de la guerre. En décembre éclate la Bataille des Ardennes.
- 24 décembre : au Parc des Princes à Paris, l'équipe de France s'impose 3-1 face à l'équipe de Belgique.

## Champions nationaux
- Dresdner SC est champion d'Allemagne.
- Le R. Antwerp FC est champion de Belgique 1944 (3e et dernier "championnat de guerre").
- Le Valence CF est champion d'Espagne.

## Naissances
Plus d'informations : Liste d'acteurs du football nés en 1944.
- 28 février : Sepp Maier, footballeur allemand.
- 15 mars : Ivan Ćurković, footballeur yougoslave.
- 20 mars : Roger Magnusson, footballeur suédois.
- 15 avril : Kunishige Kamamoto, footballeur japonais († 2025).
- 7 juillet : Jürgen Grabowski, footballeur allemand.
- 17 juillet : Carlos Alberto, footballeur brésilien († 2016).
- 19 août : Mordechai Spiegler, footballeur israélien.
- 11 septembre : Everaldo Marques da Silva, footballeur brésilien.
- 14 septembre : Günter Netzer, footballeur allemand.
- 30 septembre : Jimmy Johnstone, footballeur écossais.
- 7 novembre : Luigi Riva, footballeur italien.
- 17 décembre : Ferenc Bene, footballeur hongrois.
- 25 décembre : Jairzinho, footballeur brésilien.

## Décès
- 27 juin : Arthur Brown, footballeur anglais.
- 2 novembre : décès à 34 ans de José Morales, international péruvien ayant remporté 3 Championnat du Pérou.

## Liens
- RSSSF : Tous les résultats du monde